# 3610 Decampos
3610 Decampos је астероид главног астероидног појаса са средњом удаљеношћу од Сунца која износи 2,148 астрономских јединица (АЈ).
Апсолутна магнитуда астероида је 13,9.